# Vilrum
Vilrum är ett rum som finns på arbetsplatser och som är försett med någon form av säng för att personalen skall kunna ha möjlighet till vila. 
Det är i Sverige lag på Arbetsmiljöverkets föreskrifter om arbetsplatsens utformning ska följas. Genom Arbetsmiljöverkets föreskrifter innebär detta att det på arbetsplatser skall finnas eller vara lätt att ställa i ordning en lämplig viloplats för tillfällig vila vid behov, för till exempel illamående eller huvudvärk. Reglerna gäller främst litet större arbetsplatser och inte där endast några få arbetstagare sysselsätts samtidigt. Det kan finnas regler om hur ett vilrum skall utformas. På större arbetsplatser skall viloplatsen finnas i ett särskilt vilrum, alltså ett rum som i praktiken enbart är avsett för detta .